# Distrito de Rudaki
Rudaki (en tayiko: Ноҳияи Рӯдакӣ) es un distrito de Tayikistán, en la Región bajo subordinación republicana . 
Comprende una superficie de 3 303 km².
El centro administrativo es la ciudad de Somoniyon.

## Demografía
Según estimación 2009 contaba con una población total de 103 057 habitantes.

## Otros datos
El código ISO es TJ.RR.RU, el código postal 734060 y el prefijo telefónico +992 3137.